# Rhyacophila gemona
Rhyacophila gemona là một loài Trichoptera trong họ Rhyacophilidae. Chúng phân bố ở miền Tân bắc.